# 장성 필암서원 하서유묵목판일괄
장성 필암서원 하서유묵목판일괄(長城 筆岩書院 河西遺墨木板一括)은 전라남도 장성군 황룡면 필암리 소재 필암서원에 있는 조선 인종 때의 학자인 하서 김인후(1510∼1560)와 관련된 문서들을 새긴 목판으로, 모두 56판이다. 1999년 7월 5일 전라남도의 유형문화재 제216호로 지정되었다.

## 개요
조선 인종 때의 성리학자인 하서 김인후(1510∼1560)와 관련된 문서들을 새긴 목판으로, 모두 56판이다.
김인후는 1540년 문과에 급제하여 권지승문원부정자(權知承文院副正字)를 시작으로 홍문관 박사겸 세자시강원설서와 부수찬, 옥과현감 등의 벼슬을 지냈다. 1545년 인종이 죽고 곧이어 을사사화가 일어나자, 병을 이유로 고향인 장성으로 돌아가 성리학 연구에 전념하였다.
시문에 뛰어나 10여 권의 시문집을 남겼으나 도학(道學)에 관해 쓴 책은 일실(逸失)되어 많지 않다. 천문, 지리, 의약, 산수에도 정통하였으며, 제자로는 변성온(卞成溫)·기효간(奇孝諫)·조희문(趙希文)·정철(鄭澈)·오건(吳健)ㆍ양자징(梁子徵) 등이 있다.
그가 죽은 후 장성의 필암서원, 옥과의 영귀서원 등에 제향(祭享)되고, 1796년(정조 20) 문묘(文廟)에 종사되었다. 시호는 ‘문정’(文正)이다.
광해군 2년(1610)에 새긴 『초서천자문』 18판과 『해자무이구곡』 18판, 선조 1년(1568년) 새긴 『백련초해』 13판과 『유묵』 4판, 그리고 인종이 김인후에게 하사한 묵죽도판 3판으로 선조 1년(1568년)과 영조 46년(1770)에 새긴 것이다.
안진경체에 바탕한 김인후의 초서체 글씨는 당시 성리학자 특히 호남 학자들 사이에 전형적인 모범 글씨가 되었다.『백련초해』는 100가지 싯구를 한글로 해석한 것인데,『백련초해』한글판 가운데 연대가 가장 앞섰고 인종의 판체인 묵죽도판은 판각의 변천을 알 수 있는 것으로 그 가치가 높이 평가된다.

## 같이 보기
- 김인후
- 필암서원 (사적 제242호)

## 참고 자료
- 장성필암서원하서유묵목판일괄 - 국가유산청 국가유산포털